# Boris Godunov (film 1989)
Boris Godunov è un film del 1989 diretto da Andrzej Żuławski, tratto dall'omonima opera lirica di Modest Petrovič Musorgskij.